# Baphetes
Baphetes is een geslacht van uitgestorven tetrapoden van de Pennine Coal Measures Group en Parrot Coal, Engeland, de Joggins-formatie van Nova Scotia en de Kladno-formatie van de Tsjechische Republiek. Het werd voor het eerst benoemd door Richard Owen in 1854. De typesoort is Baphetes planiceps. De geslachtsnaam betekent 'de dompelaar'. De soortaanduiding betekent 'de vlakkop'.
Het holotype is NHMUK R4056, een schedel gevonden in de Albionmijn te Stellarton, nabij Picton op Nova Scotia, Canada.
D.M.S. Watson benoemde in 1926 een Baphetes kirkbyi en een Baphetes latirostris. Deze zijn later bij Loxomma ondergebracht.
Van een kleine schedel gevonden bij Nyrany en in 1885 beschreven door Antonín Frič raakten plaat en tegenplaat verdeeld over twee collecties. Dat gaf aanleiding tot een Loxomma bohemicum Steen, 1938 en een Baphetes bohemicus (Steen, 1938) Milner, 1980 totdat ze in 2009 verenigd werden tot een Baphetes orientalis. Het holotype is NMP M1388; het andere stuk is tijdens de Tweede Wereldoorlog vernietigd.

## Soorten
- B. planiceps Owen 1854 (type)
- B. bohemicus
- B. kirkbyi
- B. lintonensis
- B. orientalis Milner et al. 2009